# Nemapogon koenigi
Nemapogon koenigi is een vlinder uit de familie echte motten (Tineidae). De wetenschappelijke naam is voor het eerst geldig gepubliceerd in 1967 door Capuse.
De soort komt voor in Europa.